# Nobutake Kondō
Nobutake Kondō (近藤 信竹?, Kondō Nobutake; Prefettura di Osaka, 25 settembre 1886 – 19 febbraio 1953) è stato un ammiraglio giapponese, attivo durante la seconda guerra mondiale.
Arruolatosi nella marina imperiale giapponese nel 1907, si fece notare per le sue capacità e fu inviato nel Regno Unito per integrare gli studi. Tornato in patria, si specializzò in artiglieria navale, ottenne la nomina a tenente di vascello e in due riprese (1913-1914 e 1917-1919) frequentò e completò i corsi al Collegio navale, uscendone come capitano di corvetta; quindi nei primi anni venti fu ufficiale di collegamento a Berlino, dove fece parte anche di una commissione che controllava l'aderenza della Germania al trattato di Versailles. Rientrò in Giappone e, dall'inizio del 1924 alla fine del 1926 fu aiutante di campo dell'erede al trono e poi imperatore Hirohito. Brillante organizzatore, servì negli stati maggiori della 1ª Flotta e della Flotta combinata, lavorando anche come istruttore; capitano di vascello alla fine del 1927, alla fine del 1929 ebbe il suo primo comando, l'incrociatore pesante Kako.
Negli anni trenta servì a lungo in seno allo stato maggiore generale della marina: Capo della Sezione 1, Ufficio N1 dal 1930 al 1932 e Capo del medesimo Ufficio dalla fine del 1935 alla fine del 1937. Inframmezzato a tali ruoli ebbe, inoltre, il comando dell'incrociatore da battaglia Kongo. Divenuto contrammiraglio nel 1935 e viceammiraglio nel 1937, fu posto a capo della 5ª Flotta nel 1938 e della 2ª Flotta nel settembre 1941, quando l'Impero giapponese decise per un'espansione nell'Oceano Pacifico. Kondō diresse la flotta nelle vittoriose campagna della Malesia, campagna delle Indie orientali olandesi, incursione nell'Oceano Indiano. Nel maggio 1942 fu incaricato di proteggere la flotta d'invasione destinata all'atollo di Midway, partecipando alla decisiva battaglia (4-6 giugno); egli rivestì un ruolo secondario e perse anzi l'incrociatore pesante Mikuma. Ebbe una parte importante, invece, nel corso della sfibrante campagna di Guadalcanal come comandante superiore in mare durante la battaglia delle Salomone Orientali (23-25 agosto), la battaglia delle isole Santa Cruz (26 ottobre) e la battaglia navale di Guadalcanal (12-15 novembre). Nel corso dei combattimenti non dimostrò particolari qualità come condottiero e perse due navi da battaglia solo nell'ultimo confronto.
Kondō rimase al comando della 2ª Flotta sino all'agosto 1943, quando fu rimpatriato e assegnato dapprima allo stato maggiore generale, poi alla fine dell'anno a un comando navale periferico. Sopravvissuto alla seconda guerra mondiale, morì nel 1953.

## Biografia

### La carriera iniziale
Nobutake Kondō nacque il 25 settembre 1886 nella prefettura di Osaka. Entrò giovane nell'Accademia navale di Etajima e fece parte della 35ª classe; si laureò il 20 novembre 1907 (primo su un totale di 172 allievi), ottenne il brevetto di aspirante guardiamarina e fu assegnato all'incrociatore protetto Itsukushima, col quale compì la sua prima crociera. Tornato in Giappone, il 28 luglio 1908 fu imbarcato sulla famosa nave da battaglia Mikasa e il 25 dicembre gli fu riconosciuta la qualifica di guardiamarina. Il 1º ottobre 1909 fu trasferito sull'incrociatore corazzato Aso, continuando l'esperienza in mare. Nell'estate 1910 tornò a terra e dal 25 luglio iniziò a frequentare il Corso base alla Scuola d'artiglieria navale, al termine del quale fu promosso sottotenente di vascello (1º dicembre) e passò al Corso al base alla Scuola siluristi (25 dicembre). Il 20 aprile 1911, concluso con successo il corso, salì a bordo del cacciatorpediniere di terza classe Kisaragi, sul quale prestò servizio per un anno. Riconosciuto brillante ufficiale inferiore, un anno esatto più tardi fu nominato addetto all'equipaggiamento presso il Comando costruzioni navali; al contempo fu scelto per un viaggio nel Regno Unito a scopo formativo, partendo poco dopo: mentre si trovava all'estero, fu informato del suo trasferimento all'incrociatore da battaglia Kongo avvenuto il 1º dicembre 1912. Tuttavia, poté effettivamente unirsi all'equipaggio dell'unità solo quando, a seguito dell'ordine di rientro pervenutogli il 5 novembre 1913, fece ritorno in Giappone. Già il 1º dicembre, però, fu promosso tenente di vascello ed entrò nel Collegio navale per seguire il Corso B quale membro della 17ª classe e, terminatolo con esito positivo, passò a frequentare dal 27 maggio 1914 il Corso avanzato dello Scuola d'artiglieria navale. In seguito all'avvenuta specializzazione, il 1º dicembre fu spostato con la qualifica di ufficiale addetto all'equipaggiamento all'arsenale di Kure, quartier generale del 2º Distretto navale; dal 26 febbraio 1915 fu inoltre membro dell'equipaggio della nave da battaglia Fuso (all'epoca ammiraglia). Fu, poi, fu integrato nello stato maggiore della 2ª Flotta (8 settembre) e della 1ª Flotta (dal 13 dicembre), incarico al quale affiancò, dal 1º settembre al 14 ottobre 1916, un breve periodo di lavoro allo stato maggiore della Flotta Combinata. Il 1º dicembre 1916 riprese servizio in mare come ufficiale addetto all'artiglieria dell'incrociatore protetto Akitsushima, rimanendovi un anno circa. Dal 1º dicembre 1917 iniziò a studiare nel Corso A, 17ª classe del Collegio navale, e si diplomò due anni più tardi esatti con annessa la promozione a capitano di corvetta: fu subito assegnato allo stato maggiore generale della marina imperiale giapponese.

### Gli anni venti e trenta
Il 1º dicembre 1920, Kondō lasciò nuovamente il Giappone alla volta della missione diplomatica nipponica in Svezia, nella quale servì per appena una settimana come addetto militare, giacché il 7 dicembre fu ridestinato all'ambasciata giapponese in Germania: rimase a lungo nel paese, ampliando e approfondendo le proprie conoscenze, un soggiorno prolungato che fece nascere in lui forte simpatia per la nazione tedesca. Dal 1º agosto 1922 fu sovrintendente alla stretta aderenza del governo tedesco al trattato di Versailles, incarico che si concluse il 15 febbraio 1923; il 20 gli pervenne l'ordine di rientro. Una volta tornato in patria, l'11 giugno fu imbarcato sulla corazzata e ammiraglia Mutsu in qualità di ufficiale capo alle operazioni. Il 1º dicembre ricevette la nomina a capitano di fregata e un mese più tardi, il 10 gennaio 1924, fu trasferito allo stato maggiore generale per un altro mese circa: il 5 febbraio fu scelto come aiutante di campo del principe erede al trono Hirohito, un compito che ricoprì per quasi tre anni. Solo il 1º dicembre 1926, infatti, tornò a incarichi prettamente militari nella veste di membro degli stati maggiori della 1ª Flotta e della Flotta combinata, a riprova delle sue eccellenti doti organizzative, amministrative e della fiducia nutrita in lui dagli alti comandi. Il 15 novembre 1927 passò nuovamente nello stato maggiore generale e, al contempo, fu nominato istruttore al Collegio navale; capitano di vascello dal 1º dicembre, lasciò l'incarico allo stato maggiore generale per assumere un posto di istruttore anche al Collegio militare. Poco meno di due anni più tardi fu investito del suo primo comando, che esercitò dal 30 novembre 1929 sull'incrociatore pesante Kako.
Il 18 giugno 1930, Kondō tornò a operare all'interno della macchina burocratico-organizzativa come Capo della Sezione 1, Ufficio N1 dello stato maggiore generale e, in contemporanea, divenne membro dello stato maggiore del Gran Quartier Generale imperiale; il 13 settembre 1932 gli fu riconfermato solo il primo incarico, che abbandonò definitivamente il 1º dicembre di quell'anno per assumere il comando dell'incrociatore da battaglia Kongo. Il 15 novembre 1933, con l'avvenuto avanzamento a contrammiraglio, fu trasferito al Collegio navale in qualità di istruttore capo. Il 15 marzo 1935 ebbe una duplice nomina a capo di stato maggiore sia della Flotta combinata, sia della 1ª Flotta; prima della fine dell'anno (esattamente il 15 novembre) fu ancora integrato nello stato maggiore generale in attesa della successiva mansione, che gli giunse il 2 dicembre: divenne Capo dell'Ufficio N1. Dal 20 novembre 1937 fu inoltre aggregato alla sezione della marina operante negli stati maggiori riuniti delle forze armate giapponesi. Il 1º dicembre 1937 fu promosso a viceammiraglio e continuò a dirigere l'Ufficio N1. Solo a metà novembre 1938 tornò al servizio in mare come comandante in capo della 5ª Flotta.

### La seconda guerra mondiale

#### L'espansione nell'Oceano Pacifico
Il 29 settembre 1939, con la seconda guerra mondiale iniziata da meno di un mese, Kondō fu chiamato allo stato maggiore generale e per tre settimane circa rimase in attesa di assegnazione, che gli fu resa nota il 21 ottobre con la nomina a vicecapo dello stato maggiore generale. In quanto tale, Kondō ebbe non poca influenza e, nonostante il suo apprezzamento per la Germania, condivideva con l'ammiraglio Isoroku Yamamoto, comandante in capo della Flotta combinata, l'opinione che un confronto militare con gli Stati Uniti d'America avrebbe di sicuro portato alla rovina l'Impero giapponese; entrò dunque a far parte della cosiddetta "fazione dei trattati" in seno alla Marina imperiale, che riuniva ufficiali moderati e aperti al compromesso con le potenze occidentali. Come vicecapo di stato maggiore, però, fu coinvolto nelle prime pianificazioni per attaccare di sorpresa Pearl Harbor; in una delle simulazioni impersonò il comandante britannico di un'eventuale squadra della Royal Navy operante nei dintorni della base statunitense. Questo ruolo, che ben si addiceva al suo "portamento da tipico ufficiale britannico gentiluomo", strideva con il malcelato disprezzo nutrito da Kondō verso il Regno Unito.

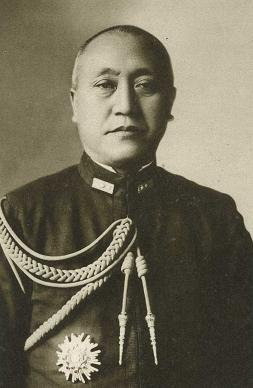
Il viceammiraglio Kondō alla fine del 1940

In seguito all'Operazione Barbarossa, la grande invasione tedesca dell'Unione Sovietica, nel Gran Quartier Generale imperiale e nel Supremo Consiglio di Guerra fu discussa l'opportunità di attaccare Iosif Stalin da est: nel corso delle riunioni in merito, Kondō si oppose con una curiosa affermazione, e cioè che la campagna sarebbe costata circa cento sommergibili, un numero che la marina nipponica, all'epoca, neppure possedeva. Accantonati i progetti d'intervento dell'Estremo Oriente russo, il Giappone si preparò alla conquista delle distese occidentali dell'Oceano Pacifico e del Sud-est asiatico: nel quadro dell'organizzazione militare, il 1º settembre 1941 Kondō fu nominato comandante della 2ª Flotta. La massiccia formazione era demandata alla scorta a distanza e alla copertura della flotta da trasporto recante a bordo la 25ª Armata, che doveva occupare la Malaysia e Singapore. In contemporanea all'attacco di Pearl Harbor (l'8 dicembre a causa della linea internazionale del cambio di data), ebbero inizio gli sbarchi nel Golfo di Kuantan; la nave da battaglia HMS Prince of Wales e l'incrociatore da battaglia HMS Repulse, inviati dai britannici a contrastarli, furono attaccate e affondate il 10 dicembre dai reparti dell'11ª Flotta aerea (viceammiraglio Nishizō Tsukahara), schierata da Kondō per non rischiare le proprie unità di superficie. La campagna della Malesia proseguì senza altri interventi navali nemici e il 15 febbraio si arrese Singapore: Kondō, perciò, concentrò la 2ª Flotta più a sud, per supportare gli sbarchi nella grande isola di Sumatra e l'attacco finale a Giava. Tra il 27 e il 28 febbraio diresse le divisioni navali giapponesi nella battaglia del Mare di Giava, ma non prese personalmente parte allo scontro che segnò la sconfitta della flotta ABDACOM. Caduta l'isola il 9 marzo, suggellando così la conquista nipponica delle Indie orientali olandesi, Kondō fu incaricato di condurre un'audace puntata offensiva nell'Oceano Indiano allo scopo di sostenere le operazioni della 15ª Armata in Birmania e distruggere la Eastern Fleet britannica, di stanza a Ceylon; ebbe sotto il suo comando la 1ª Flotta aerea del viceammiraglio Chūichi Nagumo (reduce da Pearl Harbor e diverse altre azioni), cui aggregò le navi da battaglia Kongo e Haruna, appartenenti alla 2ª Flotta, e una squadra di incrociatori pesanti e naviglio silurante del viceammiraglio Jisaburō Ozawa. Il 26 marzo Kondō salpò e tra il 5 e il 9 aprile lanciò attacchi su Trincomalee, Colombo e isolate unità britanniche, affondandone diverse (compresa la portaerei leggera HMS Hermes), ma il grosso delle forze inglesi sfuggì; al contempo, Ozawa condusse un'efficace caccia ai mercantili che solcavano il Golfo del Bengala, dove ne furono colati a picco una trentina. Riguadagnate le acque dell'Indonesia, il 18 aprile Kondō assunse il comando di una squadra che tentò invano di agganciare la Task force 16 e la Task force 18, responsabili dell'incursione aerea su Tokyo.
L'attacco, simbolico, convinse l'ammiraglio Yamamoto a pianificare l'occupazione dell'atollo di Midway, attirare lì la flotta di portaerei americane e annientarla. Il viceammiraglio Kondō (che peraltro criticò l'intero piano per la scelta delle basi di partenza, troppo esposte alle intercettazioni radiofoniche) ebbe l'incarico di scortare il gruppo di trasporti con a bordo truppe e materiali da sbarcare sull'atollo; egli salpò dalla baia di Hashirajima il 29 maggio. Il mattino del 3 giugno fu localizzato 700 miglia a ovest-sud-ovest di Midway e nel corso di due attacchi aerei ebbe una petroliera danneggiata: con ciò ebbe avvio la cruciale battaglia delle Midway, le cui azioni determinanti si svolsero però a nord dalla 2ª Flotta e portarono alla distruzione di quattro portaerei. Il pomeriggio del 4 giugno, perciò, l'ammiraglio Yamamoto ordinò a Kondō di organizzare un bombardamento navale di Midway per neutralizzarne le piste aeree: egli inviò la 7ª Divisione incrociatori alle 15:00. La sera ricevette comunicazione che era stato messo al posto di Nagumo al comando della 1ª Flotta aerea e poi, alle 00:20, che doveva richiamare gli incrociatori e riunirsi al grosso giapponese a ovest. Nel corso del disimpegno il Mikuma e il Mogami vennero a una collisione; furono scovati e attaccati ripetutamente da velivoli imbarcati statunitensi e il primo affondò il 6 giugno. Dopo un fiacco tentativo di impegnare i nemici in una battaglia notturna, Yamamoto ordinò il ripiegamento definitivo nelle prime ore del 7 giugno.

#### La campagna di Guadalcanal
In seguito alla vittoria a Midway, gli Stati Uniti sbarcarono a Guadalcanal il 7 agosto 1942. Nella seconda metà del mese, Kondō fu posto a capo dell'operazione "KA", ovvero l'invio via nave di rinforzi all'isola sotto la protezione di un potente scaglione della marina imperiale, formato dalla 2ª Flotta e unità aggregate: in totale tre portaerei, due navi da battaglia, tredici incrociatori pesanti, tre leggeri, una trentina di cacciatorpediniere, dodici sommergibili e il trasporto idrovolanti Chitose. Kondō prese il comando diretto del gruppo di forze avanzate a protezioni delle portaerei Zuikaku e Shokaku, comprese nella formazione del viceammiraglio Nagumo, e alzò le proprie insegne sull'incrociatore Atago della 4ª Divisione incrociatori (con anche il Maya e il Takao). Allo scopo, infine, di sviare le forze imbarcate statunitensi, predispose una piccola squadra centrata sulla portaerei leggera Ryujo da utilizzare come esca. La battaglia delle Salomone Orientali (23-24 agosto) fu uno scontro segnato da incertezze ed errori; la dispersione della grande flotta in diverse squadre indipendenti, tipica tattica giapponese, giocò a sfavore di Kondō, che condusse la battaglia solo con le portaerei e le altre unità di Nagumo. Alla fine la Ryujo, un trasporto e un cacciatorpediniere furono perduti e la guarnigione di Guadalcanal non ricevette rinforzi.

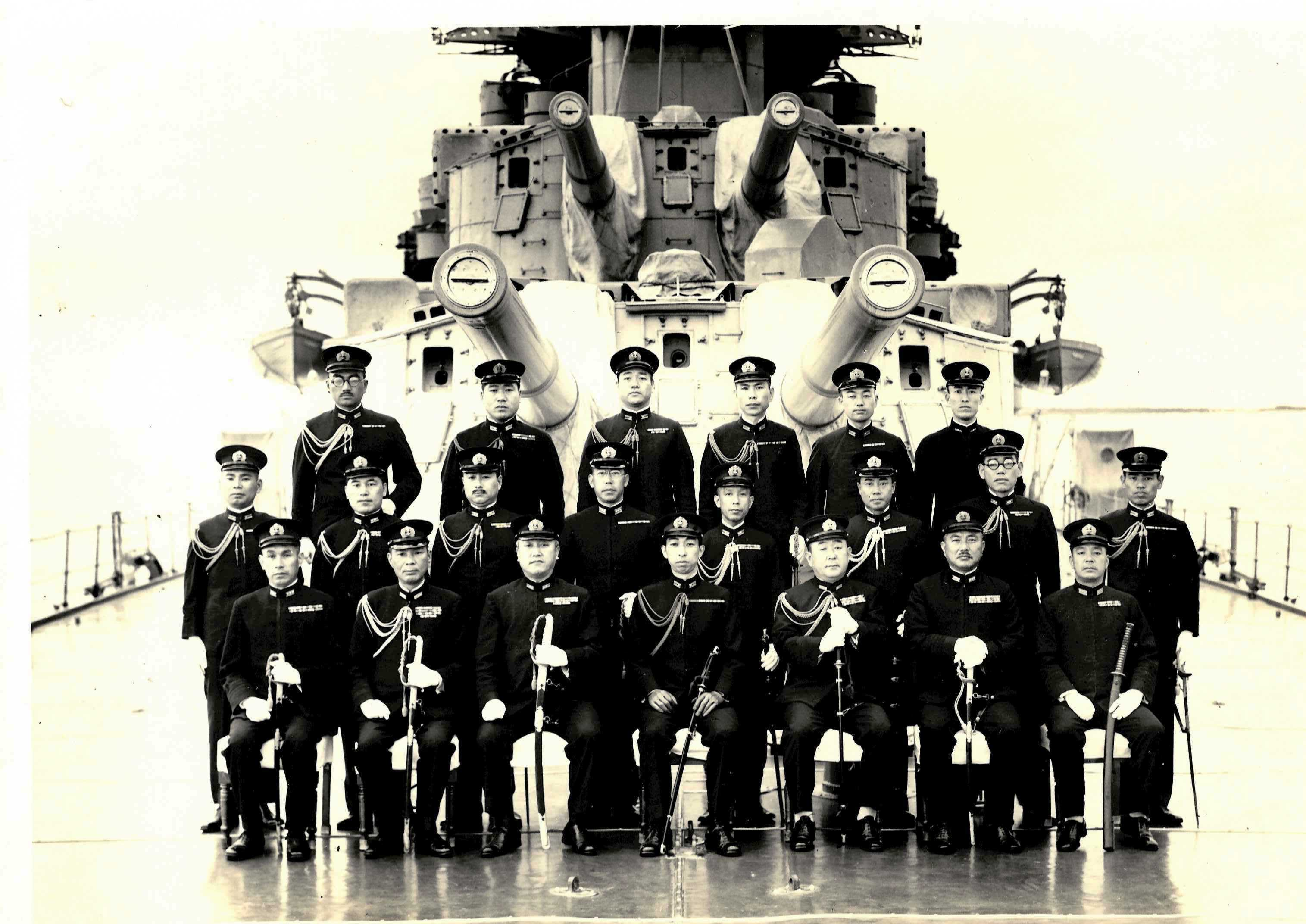
Ufficiali della Marina imperiale posano a prua di una nave da guerra: Kondō è in prima fila, terzo da sinistra. Alla sua destra si riconosce Matome Ugaki, che al momento dello scatto doveva essere capitano di vascello o contrammiraglio. Quinto da sinistra è il contrammiraglio Tamon Yamaguchi.

Dopo alcuni mesi di scarsa attività, Kondō fu nominato comandante in capo di una sortita in massa della 2ª Flotta che, una volta caduto l'aeroporto di Guadalcanal in mano alla 17ª Armata, doveva intercettare la flotta statunitense che sarebbe giunta in soccorso e annientarla. Le forze che salparono il 24 ottobre (nonostante il fallimento delle operazioni a terra) erano imponenti e riunivano quattro portaerei, quattro navi da battaglia, tredici incrociatori tra pesanti e leggeri e una folta scorta di cacciatorpediniere, senza contare un distaccamento di battelli e gli stormi aerei della marina basati a Rabaul; Kondō mantenne le sue insegne sull'incrociatore Atago e anche la complessa articolazione in gruppi autonomi delle sue forze. Il 26 ottobre egli si scontrò con le Task force 16 e 17 vicino alle isole Santa Cruz, di nuovo solo con un'aliquota delle decine di navi in mare: a costo di gravi perdite tra gli aviatori e di danni pesanti alla Shokaku, la portaerei USS Hornet fu affondata, lasciando la marina statunitense con la sola USS Enterprise nell'intero scacchiere del Pacifico sud-occidentale. Tuttavia, questa vittoria non ebbe altre ripercussioni strategiche e la stremata componente aeronavale nipponica fu ritirata.
Nel disperato tentativo di annientare Henderson Field, l'ammiraglio Yamamoto ordinò a Kondō di condurre un bombardamento dal mare con le due navi da battaglia Hiei e Kirishima, appositamente assegnategli. Kondō divise in due grandi gruppi la 2ª Flotta: egli (con due portaerei e la loro scorta, gli incrociatori pesanti Maya, Atago, Takao e alcuni cacciatorpediniere) si pose a est delle isole Salomone mentre il viceammiraglio Hiroaki Abe ebbe il compito di eseguire il cannoneggiamento con le due grandi unità, accompagnate da due incrociatori leggeri e una decina di cacciatorpediniere. La missione tuttavia non fu portata a termine, giacché nella notte tra il 12 e il 13 novembre Abe cozzò contro i Task group 67.4 e 62.4 del contrammiraglio Daniel Callaghan: si generò una furiosa e caotica battaglia, numerose navi statunitensi furono distrutte o affondate, ma al mattino Abe ordinò alle sparpagliate navi giapponesi la ritirata, lasciandosi dietro due cacciatorpediniere e la fumigante Hiei, infine colata a picco dall'equipaggio. A questo punto, Kondō aggregò al proprio gruppo tutte le unità non troppo provate e, nel pomeriggio del 14 novembre, condusse nuovamente nelle acque di Guadalcanal la Kirishima con quattro incrociatori e nove cacciatorpediniere; riteneva queste forze più che sufficienti per affrontare la piccola squadra di due incrociatori e qualche cacciatorpediniere segnalatagli dai ricognitori. Nella notte, a ovest dell'Isola di Savo, ingaggiò battaglia contro la Task force 64 che contava quattro cacciatorpediniere e le due corazzate USS South Dakota e USS Washington, scambiate per incrociatori: l'errore d'identificazione fu ripetuto da un'avanguardia di naviglio silurante che Kondō inviò a perlustrare i dintorni di Savo. Dopo circa un'ora di accaniti scambi di colpi e nonostante le perdite inflitte agli americani (i cacciatorpediniere affondati o alla deriva, la South Dakota in fiamme), Kondō rinunciò alla missione poiché la Kirishima era stata devastata dal tiro della Washington e gli equipaggi erano esausti. La corazzata affondò nelle prime ore del 15 novembre, seguendo il cacciatorpediniere Ayanami.
Apparentemente, la sconfitta e le dure perdite non ebbero riflessi sulla carriera di Kondō, che continuò a mantenere il comando della 2ª Flotta. Il 22 novembre anzi, in una conferenza tenuta a bordo della Yamato per discutere circa i risultati della strategia navale nella campagna, l'ammiraglio Yamamoto lo ringraziò pubblicamente per "gli encomiabili sforzi" nella condotta delle operazioni.

#### 1943 - 1945
Tra la fine di gennaio e il febbraio 1943, nel quadro dell'evacuazione delle forze giapponesi da Guadalcanal, Kondō si mantenne con le proprie forze (quattro corazzate, sei incrociatori, una dozzina di cacciatorpediniere) nei dintorni dell'isola di Choiseul: funse così da diversivo per lo sgombero e fece sì che il viceammiraglio William Halsey radunasse navi e velivoli per controbattere un'ennesima offensiva giapponese, invece di colpire a fondo il Tokyo Express.
Il 18 aprile 1943 l'ammiraglio Yamamoto rimase ucciso in un'imboscata aerea e il comando ad interim della Flotta combinata fu preso da Kondō, che lo cedette il 21 al successore ufficiale, Mineichi Kōga. Il 29 del mese Kondō fu promosso ammiraglio e rimase ancora alla testa della 2ª Flotta, senza partecipare ad alcuna azione; fu poi rimpatriato e il 9 agosto nominato Consigliere navale presso lo stato maggiore generale della marina, potendo in tale veste partecipare alle sedute del Supremo Consiglio di guerra. Da allora non ebbe più importanti comandi in mare: il 1º dicembre 1943 divenne comandante in capo della Flotta dell'Area cinese, ai margini delle battaglie decisive nel Pacifico. Il 15 maggio 1945 fu richiamato al posto di Consigliere navale, dove lo colse la resa dell'Impero giapponese, il 15 agosto.

### Ultimi anni e morte
L'ammiraglio Kondō lasciò la marina imperiale il 5 settembre 1945, tre giorni dopo la formale capitolazione del suo paese. Nel dopoguerra, visto che non fu imprigionato né giudicato dal Tribunale militare internazionale per l'Estremo Oriente, si dedicò al commercio e seppe costruirsi un lucroso giro d'affari. Si spense il 19 febbraio 1953, all'età di 66 anni.

## Onorificenze
Dati tratti da: e